# تپه تخته‌شیر
تپه تخته شیر مربوط به سده‌های میانه دوران‌های تاریخی پس از اسلام است و در شهرستان پل‌دختر، بخش مرکزی، دهستان میان کوه غربی، ۲۵۰ متری شرق روستای تخته شیر واقع شده و این اثر در تاریخ ۲۲ آبان ۱۳۸۶ با شمارهٔ ثبت ۲۰۱۰۱ به‌عنوان یکی از آثار ملی ایران به ثبت رسیده است.